# یواس‌سی‌جی‌سی کانگورو (۱۹۱۷)
یواس‌سی‌جی‌سی کانگورو (۱۹۱۷) (به انگلیسی: USCGC Kangaroo (1917)) یک کشتی بود که طول آن ۶۲ فوت ۴ اینچ (۱۹٫۰۰ متر) بود. این کشتی در سال ۱۹۱۷ ساخته شد.